# Тенсегрити (Кастанеда)
 Тази статия е за термина на Карлос Кастанеда.  За термина в строителната механика, вижте Тенсегрити.  
Тенсегрити е термин, зает от архитекта Бъкминстър Фулър и използван от писателя Карлос Кастанеда в книгата си „Магическите движения“, който описва специална серия от движения, разработени според книгата от индиански шамани. Според него това са движения, практикувани от индианските шамани с цел подобряване на физическото състояние и създаване на чувство за благополучие. Движенията са преподадени от Дон Хуан Матус на неговите ученици Карлос Кастанеда, Флоринда Донер Грау, Таиша Абелар и Карол Тигс. Според Кастанеда практикуването на движенията поражда в практикуващия чувство за целенасоченост, и спомага за развиване на способностите на възприятието заключени във всеки от нас.
В последните години от живота си Кастанеда се занимава изключително с разпространението на Магическите пасове. С помощта на организацията Клиъргрийн се организират семинари, на които стотици последователи могат да научат и практикуват движенията. Също така през 1998 година от печат излиза книгата „Магическите движения“, в която са описани движенията, както и намерението закодирано в тях.